# Tangará (kommun i Brasilien, Rio Grande do Norte, lat -6,24, long -35,80)
Tangará är en kommun i Brasilien.   Den ligger i delstaten Rio Grande do Norte, i den östra delen av landet, 1 700 km nordost om huvudstaden Brasília. Antalet invånare är 14 175.
Följande samhällen finns i Tangará:
- Tangará

Omgivningarna runt Tangará är huvudsakligen savann. Runt Tangará är det ganska glesbefolkat, med 42 invånare per kvadratkilometer.